# Matthias van den Gheyn
Matthias van den Gheyn (ook: Matthias Vanden Gheyn en Mathias Van Den Gheijn) (Tienen, 7 april 1721 - Leuven, 22 juni 1785) was stadsbeiaardier en organist van de Sint-Pieterskerk te Leuven en tevens componist.

## Levensloop
Matthias van den Gheyn was de zoon uit een oude klokkengietersfamilie, waarvan de geschiedenis teruggaat tot in de veertiende eeuw. Hij werd geboren als tweede zoon van André-François van den Gheyn, die ook klokkengieter was, en hij werkte tot zijn 18e jaar in de gieterij, die door zijn oom, de cellebroeder Peter van den Gheyn tijdelijk werd waargenomen, omdat vader André-François op 35-jarige leeftijd was overleden. Matthias was toen 10 jaar dus te jong om de gieterij over te nemen. Daarnaast kreeg hij een degelijke muzikale opleiding, vermoedelijk door de abt Dieudonné de Raick, die organist te Leuven was.
In 1741 werd hij organist van de Sint Pieterskerk te Leuven. Zijn zes jaar jongere broer Andreas Jozef zette de klokkengieterij met zijn oom voort en werd daarin als beiaardgieter een groot meester van de achttiende eeuw. Matthias van den Gheyn trouwde in 1745, waarna zeventien kinderen werden geboren. 

### Beiaardier
Toen in 1745 de Leuvense beiaardiersfunctie vrijkwam, werd Matthias van den Gheyn stadsbeiaardier, na een wedstrijd waarbij de winnaar de jurykosten moest betalen. In de instructie voor de stadsbeiaardier is onder meer te lezen:
"Als te weten dat hy Van den Gheyn sal gehouden wesen gratis voor de stad op den Bayaerd te spelen voor alle missen, stads procesiën, triümphen ect. ende alle weecken op den vrijen merckdagh, ende met volle spel, doende accompagneren de bassen, volgens het verzueck van ider aire die hy sal comen te spelen."
Vervolgens werden regels opgesomd voor het versteken van de speeltrommel en de boetes die hij zou krijgen als hij zich zonder toestemming liet vervangen. "Dat hy, Van den Gheyn in eijgen persoon sal op den Beijaert spelen sonder imant in syne plaets te mogen surogeren ten zy by expresse permissie". Het inkomen kwam via de extra bespelingen voor particuliere aangelegenheden, soms wel zes maal per dag. 
"Peke van den Gheijn" (zo genoemd in Leuven) was een zeer gezien man. Hij woonde comfortabel in de Brusselsestraat, waar zijn vrouw ook nog een lakenhandel dreef. Een uur voor zijn beiaardbespelingen kon men hem, onberispelijk gekleed, met zwarte jas, steek, witte das, zwart zijden vest en broek, gouden gespen op de schoenen en met een grote wandelstok naar het Sint-Pietersplein zien begeven om, al groetend tot de wandelaars vreemdelingen te ontdekken, die gekomen waren om zijn spel te horen. Dan klom hij snel naar boven, verkleedde zich en vergastte zijn steeds talrijke toehoorders op een uitzonderlijk klankenfestijn. Daarna toilet gemaakt en snel naar beneden om bewonderaars de hand te drukken en complimenten in ontvangst te nemen.
Hij bleef gedurende veertig jaar stadsbeiaardier van Leuven op een beiaard die minder goed van stemming was, gegoten door zijn vader André-François van den Gheyn. In 1811 werd deze vervangen door een uitstekend klinkende beiaard van Claes Noorden en Jan Albert de Grave als stadsbeiaard. Deze was in 1730 aangekocht in Amsterdam door de abt van de Abdij van Park. In 1811 boden de paters deze aan als vervanging van de dissonante A.F. van den Gheynbeiaard. De A.F. van den Gheynklokken werden door de paters verkocht. De Noorden- en de Grave-klokken zijn verloren gegaan in de Eerste Wereldoorlog.

### Organist en componist
Niet alleen op de beiaard was hij een meester, kroniekschrijvers uit zijn tijd vermelden hem als de beste orgelspeler uit de achttiende eeuw. Ook componeerde hij, niet alleen voor orgel, viool en klavecimbel, maar ook voor beiaard. Dankzij een kopie uit 1862 bleven 15 beiaardwerken bewaard. Met name de 11 preludia behoren nog steeds tot het ijzeren repertoire van de beiaardliteratuur en hebben Matthias van den Gheyn de bijnaam “Bach van de beiaard” opgeleverd. In 1995 is de autograaf herontdekt van deze beiaardwerken. Deze is vandaag aanwezig in de Leuvense universiteitsbibliotheek. Van den Gheijns orgelimprovisaties hebben destijds grote indruk gemaakt, zo zelfs, dat hij bij een plechtigheid de aartsbisschop van Mechelen de Sint-Pieterskerk niet wilde verlaten, voordat van den Gheijn zijn orgelspel had beëindigd.
De Engelse reiziger Charles Burney vertelt over de weddenschap van Van den Gheijn met de vioolvirtuoos Willem-Gomaris Kennes, die beweerde dat bepaalde moeilijke stukken alleen op zijn viool uitvoerbaar waren. Een erejury wees Van den Gheijn als glansrijke winnaar aan, nadat hij de passages op de klokken had gespeeld. 
Nadat Matthias weg ging uit de gieterij was hij daar nog regelmatig werkzaam. De gieterij was nu van zijn broer Andreas Jozef van den Gheyn waar hij als adviseur en om klokken te keuren mee werkte. Al eerder was hij samen met zijn oom Peter VI van den Gheyn betrokken bij het gieten van 29 klokken voor de beiaard van Nijmegen (1738) en het stadhuis van Veere (1734/35). Veel later, in 1774, heeft hij de beiaard gegoten voor Val-Saint-Lambert, een beiaard van 40 klokken die vanaf 1804 eigendom werd van de collegiale kerk Saint-Barthélemy te Luik (en in 2014 gerestaureerd, met nog 38 resterende klokken van Matthias van den Gheijn). Bij zijn overlijden in 1785 was in het "Lovensch Nieuws" te lezen: "D'heer Matthias Van den Gheyn, seer beachten beyaerder deser stadt en orgelist van St-Peeters kerck en kapittel alhier, seer bekent om syne uytgegeve musieck werken, soo voor orgel als beyaerd, is overleden op Woensdag 22 deser."

## Composities
- Fondements de la basse continue, Utrecht, 1998 (herdruk van de uitgave uit 1764)
- Preludia voor beiaard, Leuven, 1997
- Fugen, Veurne, 1991
- Morceaux fugués, Veurne, 1985
- Collection d'oeuvres composées par d'anciens et de célèbres clavecinistes flamands, Brussel, 1877
- Morceaux fugués, Brussel, 1865

## Eerbetoon
Van den Gheyn is als enige muzikant afgebeeld op de gevel van het stadhuis van Leuven.